# Римский-Корсаков, Михаил Николаевич
Михаил Николаевич Ри́мский-Ко́рсаков (20 августа [1 сентября] 1873 — 11 марта 1951) — русский и советский зоолог, энтомолог, лесовод, доктор биологических наук (1936), профессор Петербургского университета и Петроградского лесного института. Заслуженный деятель науки РСФСР (1945).

## Биография
Михаил Римский-Корсаков родился 20 августа (1 сентября) 1873 года в Санкт-Петербурге в семье русского композитора Николая Андреевича Римского-Корсакова.
Начальное образование получил дома, затем с серебряной медалью окончил гимназию Карла Мая (1891). После окончания естественного отделения физико-математического факультета Санкт-Петербургского университета (1895), был ассистентом профессора В. Т. Шевякова по зоологии беспозвоночных и лаборантом-хранителем зоологического кабинета в этом же университете. В 1897 году он проводит большую научно-исследовательскую работу в Херсонской губернии по изучению изозом, вредящим хлебным злакам. В 1901 году стал доцентом по энтомологии и зоогеографии в Петербургском университете. В 1913 году защитил диссертацию на степень магистра зоологии и сравнительной анатомии. В 1919 году по его инициативе на базе Зоотомического кабинета кафедры зоологии беспозвоночных физико-математического факультета была основана кафедра энтомологии Санкт-Петербургского университета, по которой он был утверждён профессором и возглавлял до 1930 года.
В 1920 году Римский-Корсаков приглашён читать лекции в Лесной институт (ныне — Санкт-Петербургская государственная лесотехническая академия имени С. М. Кирова). С этого времени и до конца жизни он заведовал кафедрой энтомологии и биологии лесных зверей и птиц.
Почётный президент Всесоюзного энтомологического общества (с 1950 года), был редактором трудов этого Общества.
Основные труды — по морфологии, анатомии, эмбриологии, систематике и биологии членистоногих, особенно насекомых (эмбий, ручейников, сеноедов, наездников и др.). Наиболее известны исследования Римского-Корсакова в области лесной энтомологии. Под руководством и при участии Римского-Корсакова составлен учебник «Лесная энтомология» (1935, 3-е изд. 1949), методическое пособие «Зоологические экскурсии» (ч. 1—2, 1924—1928, 6-е изд., 1956, совместно с Б. Е. Райковым), «Определитель повреждений лесных и декоративных деревьев и кустарников Европейской части СССР» (1934, 3-е изд. 1951, совместно с В. И. Гусевым) и др.

## Награды
- Почётный работник лесной промышленности СССР (1939) — за многочисленные научные труды в области лесной энтомологии, подготовку ряда учебников и учебных пособий Народным комиссариатом лесной промышленности
- Орден Ленина (15 декабря 1944) — за выдающиеся достижения в области энтомологии, в связи с 70-летием со дня рождения
- Орден Ленина
- медали
- заслуженный деятель науки РСФСР (1945)